# Anochetus inca
Anochetus inca är en myrart som beskrevs av Wheeler 1925. Anochetus inca ingår i släktet Anochetus och familjen myror. Inga underarter finns listade i Catalogue of Life.